# Fayetteville (Alabama)
Fayetteville – jednostka osadnicza w Stanach Zjednoczonych, w stanie Alabama, w hrabstwie Talladega.